# 坂田鉄平
坂田 鉄平（さかた てっぺい、1977年7月21日 - ）は、日本の作家・演出家・俳優である。現在、フリーランスとして活動。

## 経歴
福岡県筑紫野市に生まれる。少年時代は野球に明け暮れた。
国立久留米工業高等専門学校進学、高校３年生よりバンド活動を始め、ベースを担当していた。当時のバンドメンバーにはSCRAMBLES(スクランブルズ)代表：松隈ケンタ、轟隆(Buzz72+)などがいた。KBC九州朝日放送の深夜番組「ドォーモ」内の企画、勝ち抜きいい男バトル グランドチャンピオンに選ばれる。それをきっかけにスカウトされ、１年間の社会人時代を経た後 上京。
上京後、劇団スーパーエキセントリックシアターに入団、以降俳優として活動。
2014年、演劇ユニット「O-keyプロデュース」を旗揚げ。主宰として作・演出・出演を務める。
2017年結成のアイドルユニット「POPPING EMO」のプロデューサー。

## 出演

### 映画
- 劇場版TRICK 霊能力者バトルロイヤル（2010年） - 父親 役
- 世界のどこにでもある、場所（2011年） - 高森潤 役

### テレビドラマ
- 乱歩R（2003年、日本テレビ） - アンドリュウ役
- 仮面ライダー555第20・21話（2003年、テレビ朝日） - 大野木 役
- ココリコミラクルタイプドラマスペシャル「占われる女」（2006年、フジテレビ）
- 僕の歩く道（2006年、フジテレビ）
- アストロ球団(2006年、テレビ朝日)
- 演歌の女王（2007年、日本テレビ）
- 愛の劇場「再婚一直線」（2008年、TBS） - 桜沢俊樹 役
- 祝女（2009年、NHK）
- わたしがこどもだったころ（2009年、NHK-BS2)
- あり得ない(2009年、MBS)
- 出社が楽しい経済学（2009年、NHK）
- 仮面ライダーW（2009年、テレビ朝日） - 湯島則之 役
- 松本清張生誕100年スペシャル「中央流沙」（2009年、TBS） - 山崎刑事 役
- 夏の恋は虹色に輝く（2010年、フジテレビ） - 刑事 役
- 祝女〜シーズン2〜(2010年、NHK)
- 祝女〜シーズン3〜(2011年、NHK)
- 大切なことはすべて君が教えてくれた（2011年、フジテレビ）
- 名前をなくした女神（2011年、フジテレビ）
- リッチマン、プアウーマン（2012年、フジテレビ）
- PRICELESS〜あるわけねぇだろ、んなもん!〜（2012年、フジテレビ）
- シェアハウスの恋人（2013年、日本テレビ）
- 突撃アットホーム!（2013年、NHK）
- ベーシック国語（2013年、NHK）
- ガリレオ（2013年、フジテレビ）
- HERO（2014年、フジテレビ） - 岡本信二 役
- ドラマスペシャル遺留捜査（2014年、テレビ朝日）
- 赤と黒のゲキジョースペシャルドラマ 上流階級 富久丸百貨店外商部（2015年、フジテレビ）
- それでも僕は君が好き（2015年、フジテレビ）
- 子育て TVハピクラ（2009年-2020年 、キッズステーション） - 青まる / 青マスター / マナー警部ブルー 役

### バラエティ
- タフテレ!!（2003年、RKB毎日放送）
- 朝は楽しく!（2004年、テレビ東京） - レポーター

### CM
- 「第一生命」（2003年）
- ユニチカ「白幻鳳凰」（2005年）
- キリン「勝ちTキャンペーン」（2006年）
- マルハン（2006年）
- ニチイ学館（2008年）
- マンナンライフ「蒟蒻畑クラッシュタイプ」（2008年・2009年）
- TOYOタイヤ（2011年）
- WEB「サントリー角ハイ×クックパッド〜イケダンレシピ〜」（2013年）
- カインズホーム（2013年）
- SHOE PLAZA（2016年）

### ラジオ
- コミュニティFM京都三条ラジオカフェ「鉄平・哲也のヤンキーパラシュート」（2005年） - 毎週金曜日レギュラー
- 東京FM「HAPPY-GO-LUCKY」〜HAPPY-CHOICE〜（2005年） - 月曜日〜金曜日レギュラーレポーター
- 東京FM「サンデースペシャル」〜JAL DREAM TOUR ayumi hamasaki2007〜（2007年） - メインパーソナリティー
- podcast「鉄平・哲也の鉄の哲学」（2007年 - 2013年） - 毎週火曜日
- FM Salus (84.1MHz)「LIME LIGHT」（2014年） - 毎週土曜20:00〜 メインパーソナリティー
- FM Salus (84.1MHz)「gee up sprout」（2015年） - 毎週土曜20:00〜 メインパーソナリティー

### 舞台
- SET本公演（2003年 - 2010年）
- ロックミュージカル「BLEACH」（2005年8月、全労済ホールスペース・ゼロ）
- 熱海五郎一座「静かなるドンチャン騒ぎ」（2006年6月、サンシャイン劇場）
- 熱海五郎一座「狼少女伝説TOH!!」（2007年6月、銀河劇場）
- 「倭人の噂」（2007年2月、東京芸術劇場・中ホール）
- Chemical reaction vol.2「スモーキング・ガレージ」（2008年2月、シアターサンモール）
- 伊東四朗一座「喜劇　俺たちに品格はない」（2008年6月、下北沢本多劇場）
- 日本劇団協議会主催 創作劇奨励公演「バラシ」（2010年2月、赤坂RED THEATER）
- ROBOTICS;NOTES（2013年5月3日 - 12日、全労済ホールスペース・ゼロ） - 長深田充彦 役
- Dokeyプロデュース〜season1〜「極楽プリズン」（2014年9月 Broader House）
- Dokeyプロデュース〜season2〜「サヨナラLOVER」（2015年2月 Broader House） - 作・演出
- O-keyプロデュース〜season3〜「絶望エクスチェンジ」（2015年9月 中野スタジオあくとれ） - 作・演出
- O-keyプロデュース〜season4〜「純情スペクタクル」（2016年2月 劇場MOMO） - 作・演出
- O-keyプロデュース〜season5〜「色即是空サイキック」（2016年6月 シアターブラッツ） - 作・演出
- O-keyプロデュース〜season6〜「サヨナラLOVER〜再縁〜」（2016年12月 シアターブラッツ） - 作・演出
- O-keyプロデュース〜season7〜「絶望エクスチェンジ-EX-」（2017年2月 中野スタジオあくとれ） - 作・演出
- O-keyプロデュース〜season7.5〜「絶望エクスチェンジ-DC-」（2017年2月 中野スタジオあくとれ） - 作・演出
- O-keyプロデュース〜season8〜「逆鱗ディストラクション」（2017年8月 シアターブラッツ） - 作・演出
- O-keyプロデュース〜season9〜「覚醒ノスタルジック」（2018年1月 シアターブラッツ） - 作・演出
- O-keyプロデュース〜season10〜「純情スペクタクル-改-」（2018年4月 シアターブラッツ） - 作・演出
- O-keyプロデュース〜season11〜「夢幻の如く時が嘲笑う」（2018年8月 シアターブラッツ） - 作・演出
- O-keyプロデュース〜season12〜「色即是空サイキック-φ-」（2019年1月  シアターブラッツ） - 作・演出
- O-keyプロデュース ベイビー公演 〜age.1〜「爆裂アンチテーゼ」（2019年3月 Broader House） - 作・演出
- O-keyプロデュース〜season13〜「断罪アポカリプス」（2019年6月  シアターブラッツ） - 作・演出
- O-keyプロデュース カワイイ公演 〜version.1〜「絶望エクスチェンジ-XXX-」（2019年10月  中野スタジオあくとれ） - 作・演出
- O-keyプロデュース〜season14〜「逆鱗ディストラクション-極-」（2019年12月  シアターブラッツ） - 作・演出
- O-keyプロデュース〜season15〜「陰謀レジスタンス」（2020年8月上演予定  シアターブラッツ） - 作・演出

### PV
- RAG FAIR「ハレルヤ」（2005年）
- PUFFY「モグラライク」（2006年）
- オラクル「ORACLE VS SQL」（2007年）

### モデル
- adidas ファッションショー（2005年・2006年）
- UNIQLO クリスマスキャンペーンスチール（2007年）
- OmniPeace（2010年・2011年）

### ダンサー
- 紅白歌合戦 バックダンサー（2004年・2005年、NHK）
- きよしとこの夜（2005年、NHK）
- ふれあいパーク（2005年、NHK-BS2）
- 音楽寅さん（2009年、フジテレビ）